# Karl Hauptmann

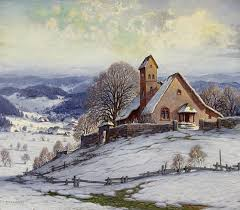
Landschaft

Karl Hauptmann (* 24. April 1880 in Freiburg im Breisgau; † 7. April 1947 auf dem Herzogenhorn, Gemeinde Geschwend bei Todtnau) war ein deutscher Maler.

## Leben und Wirken
Er wurde 1880 als Sohn eines Schreiners in Freiburg geboren. Nach dem Besuch der Realschule in seiner Heimatstadt absolvierte er eine Ausbildung in Nürnberg und München. Seit 1906 arbeitete Hauptmann in Freiburg als freischaffender Kunstmaler, im selben Jahr heiratete er. Von 1915 bis 1918 leistete er Kriegsdienst als Gebirgsjäger auf Ski. Nach seiner Rückkehr kaufte er die 1913 oberhalb der Grafenmatt ▼ gebaute Hütte am Herzogenhorn und gab ihr den Namen „Molerhüsli“, die zugleich Wohnsitz und Atelier war.

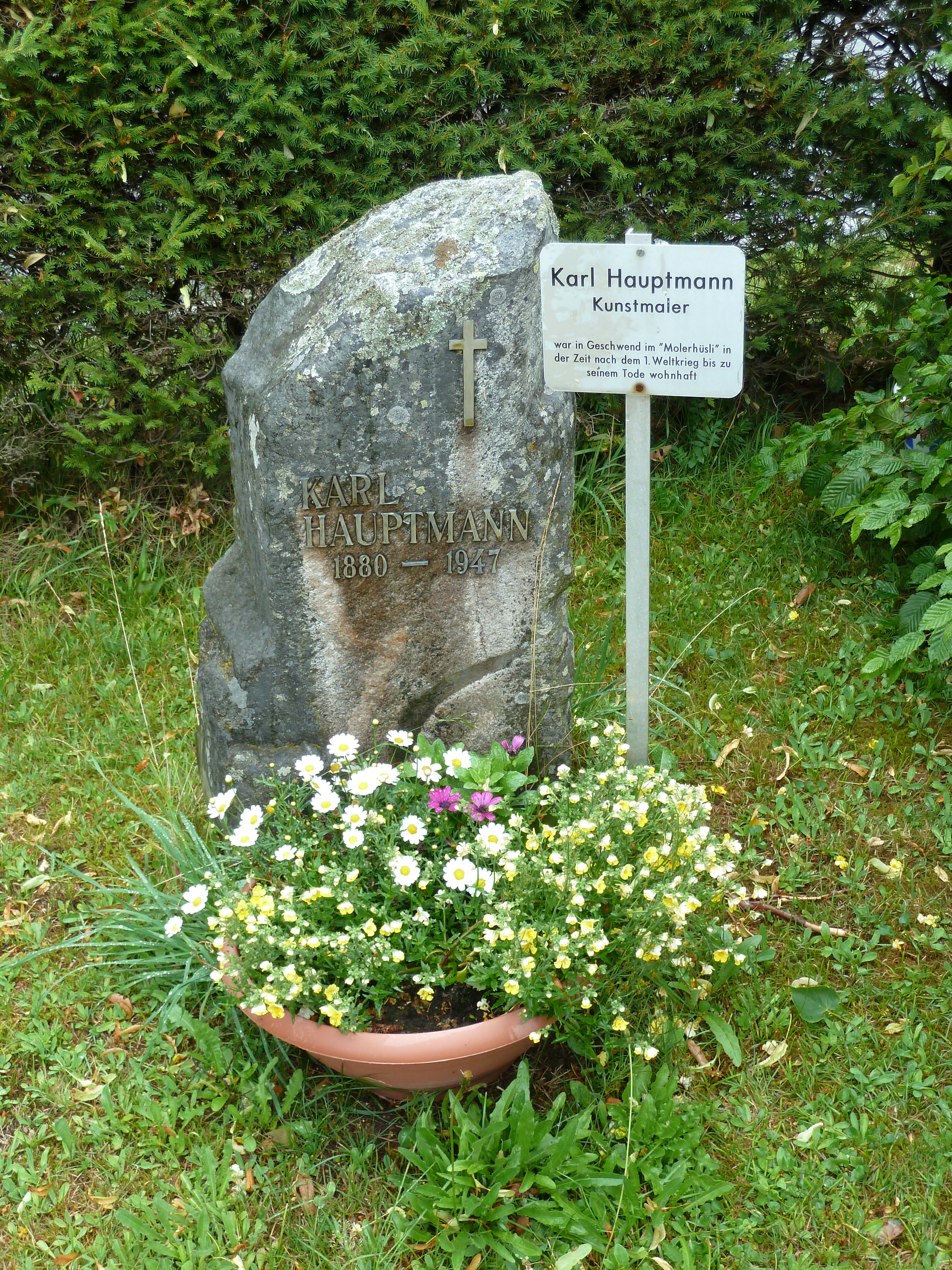
Grabstein auf dem Friedhof in Geschwend

Seine bedeutendsten Werke sind Winterlandschaften im Schwarzwald. Die Bilder fallen vor allem durch seine idealisierende realistische Darstellung der Landschaften auf. Hauptmann starb 1947 in seinem „Molerhüsli“, das damals zur Gemeinde Geschwend gehörte (heute Stadt Todtnau). Er wurde auf dem Friedhof in Geschwend begraben. Als das schlichte Gemeindegrab in den 1970er-Jahren eingeebnet wurde, entschloss sich die Stadt, den Grabstein beim Eingang des Friedhofs als Denkmal zu platzieren.
Der vor allem als Burgenforscher bekannte Arthur Hauptmann war sein Sohn. Die Schriftstellerin Gaby Hauptmann ist seine Enkelin.

## Film
- Karl Hauptmann und die Kunst zu leben. Die Winterbilder des Feldbergmalers. Dokumentarfilm von Gaby Hauptmann (SWF 1995, 30 Min.)